# Europese kampioenschappen wielrennen 2024
De Europese kampioenschappen wielrennen 2024 waren de 30e editie van de Europese kampioenschappen wielrennen die georganiseerd werden door de Union Européenne de Cyclisme (UEC) van 11 tot en met 15 september in de Belgische provincie Limburg. Het was het 28e kampioenschap met tijdrit, het 20e kampioenschap voor junioren en het negende Europees kampioenschap voor elite mannen en vrouwen.

## Deelnemers
België
Elite mannen: Tim Declercq, Jordi Meeus, Tim Merlier, Jasper Philipsen, Laurenz Rex, Jonas Rickaert, Bert Van Lerberghe, Wout van Aert, Edward Theuns , Victor Campenaerts**, Yves Lampaert**
Elite vrouwen: Alana Castrique, Audrey De Keersmaeker, Valerie Demey, Marion Norbert-Riberolle, Marthe Truyen, Jesse Vandenbulcke, Fien Van Eynde, Margot Vanpachtenbeke, Lotte Kopecky**
Belofte mannen: Steffen De Schuyteneer, Robin Orins*, Alec Segaert*, Sente Sentjens, Lars Vanden Heede, Jonathan Vervenne
Belofte vrouwen: Julie De Wilde, Marthe Goossens*, Febe Jooris*, Fleur Moors, Anna Vanderaerden, Marith Vanhove
Junior mannen: Nolan Huysmans, Xander Scheldeman, Jasper Schoofs*, Aldo Taillieu*, Axel Van den Broek, Matijs Van Strijthem, Matisse Van Kerckhove**
Junior vrouwen: Auke De Buysser, Shanyl De Schoesitter, Ella Heremans, Ilken Seynave*, Olivia Vercruysse, Luca Vierstraete*, Julie Vlyminck**
Estafette elite/belofte: Alana Castrique, Valerie Demey, Marion Norbert Riberolle, Yves Lampaert, Noah Vandenbranden, Victor Vercouillie
Estafette junior: Ilken Seynave, Luca Vierstraete, Julie Vlyminck, Jasper Schoofs, Matisse Van Kerckhove, Corneel Vanslembrouck
Nederland
Elite mannen: Daan Hoole*, Pascal Eenkhoorn, Oscar Riesebeek, Mick van Dijke, Mike Teunissen, Danny van Poppel, Mathieu van der Poel, Olav Kooij, Thymen Arensman**
Elite vrouwen: Lorena Wiebes, Karlijn Swinkels, Ellen van Dijk*, Mischa Bredewold, Riejanne Markus*, Thalita de Jong, Loes Adegeest, Shirin van Anrooij, Amber Kraak
Belofte mannen: Huub Artz, Mike Bronswijk, Tibor Del Grosso, Wessel Mouris*, Elmar Abma*, Jesse Kramer
Belofte vrouwen: Sofie van Rooijen, Ilse Pluimers, Maud Rijnbeek*, Nienke Vinke*, Mirre Knaven, Scarlett Souren
Junior mannen: Senna Remijn*, Ko Molenaar, Ruud Junior Nagengast, Keije Solen, Michiel Mouris*, Joeri Schaper, Gijs Schoonvelde**
Junior vrouwen: Esmee Blok, Puck Langenbarg*, Fee Knaven*, Megan Arens*, Jente Koops, Sara Sonnemans
Estafette: Nederland neemt niet deel aan de estafettes.
* = rijdt naast de wegwedstrijd ook de tijdrit
** = rijdt enkel de tijdrit, niet de wegwedstrijd
Bronnen:

## Wedstrijdschema
Op de woensdag werden alle individuele tijdritten verreden. De gemengde ploegenestafette voor junioren en elite vonden plaats op donderdag. Van vrijdag tot en met zondag vonden de wegwedstrijden plaats. Alle wedstrijden gingen van start in Heusden-Zolder en finishten in de provinciehoofdstad Hasselt. De drie wegwedstrijden voor mannen en die voor vrouwen elite gingen via een zuidelijke lus in Haspengouw, tussen Borgloon en Tongeren met beklimmingen van Kolmontberg en Zammelenberg en de kasseistroken Manshoven, Op de Kriezel en Printhagendreef.
| Datum                     | Tijd       | Categorie                  | Afstand    | Start          | Finish     |
| Tijdritten                | Tijdritten | Tijdritten                 | Tijdritten | Tijdritten     | Tijdritten |
| ------------------------- | ---------- | -------------------------- | ---------- | -------------- | ---------- |
| Woensdag 11 september     | 09:00      | Vrouwen junioren           | 29,9 km    | Heusden-Zolder | Hasselt    |
| Woensdag 11 september     | 10:15      | Mannen junioren            | 29,9 km    | Heusden-Zolder | Hasselt    |
| Woensdag 11 september     | 11:45      | Vrouwen beloften           | 29,9 km    | Heusden-Zolder | Hasselt    |
| Woensdag 11 september     | 13:45      | Mannen beloften            | 29,9 km    | Heusden-Zolder | Hasselt    |
| Woensdag 11 september     | 15:00      | Vrouwen elite              | 29,9 km    | Heusden-Zolder | Hasselt    |
| Woensdag 11 september     | 16:30      | Mannen elite               | 29,9 km    | Heusden-Zolder | Hasselt    |
| Gemengde ploegenestafette |            |                            |            |                |            |
| Donderdag 12 september    | 11:30      | Mannen en vrouwen junioren | 51,3 km    | Heusden-Zolder | Hasselt    |
| Donderdag 12 september    | 14:20      | Mannen en vrouwen elite    | 51,3 km    | Heusden-Zolder | Hasselt    |
| Wegwedstrijden            |            |                            |            |                |            |
| Vrijdag 13 september      | 09:00      | Vrouwen beloften           | 101 km     | Heusden-Zolder | Hasselt    |
| Vrijdag 13 september      | 14:20      | Mannen beloften            | 160 km     | Heusden-Zolder | Hasselt    |
| Zaterdag 14 september     | 09:00      | Mannen junioren            | 129 km     | Heusden-Zolder | Hasselt    |
| Zaterdag 14 september     | 13:30      | Vrouwen elite              | 160 km     | Heusden-Zolder | Hasselt    |
| Zondag 15 september       | 09:00      | Vrouwen junioren           | 72 km      | Heusden-Zolder | Hasselt    |
| Zondag 15 september       | 13:30      | Mannen elite               | 220 km     | Heusden-Zolder | Hasselt    |

## Medaillewinnaars

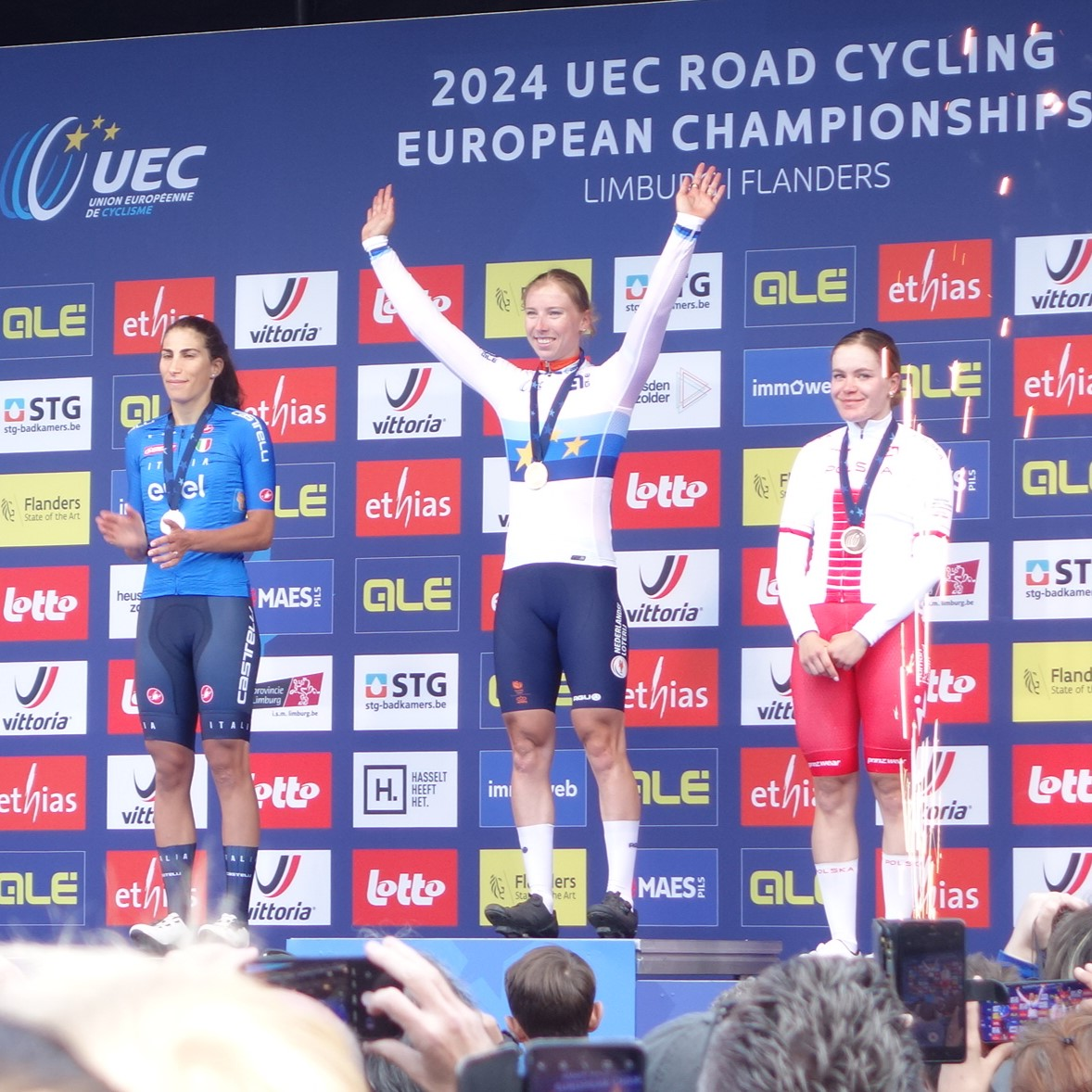
Lorena Wiebes won voor de tweede keer de wegwedstrijd bij de elite.

| Elite           | 1                                                                                                 | 1 | 1 |
| --------------- | ------------------------------------------------------------------------------------------------- | --- | --- |
| Mixed relay     | Italië Edoardo Affini Mattia Cattaneo Mirco Maestri Elena Cecchini Vittoria Guazzini Gaia Masetti | Duitsland Nils Politt Jannik Steimle Max Walscheid Lisa Klein Franziska Koch Mieke Kröger                 | België Edward Theuns Noah Vandenbranden Victor Vercouillie Alana Castrique Marion Norbert Riberolle Jesse Vandenbulcke |
| Wegrit mannen   | Tim Merlier                                                                                       | Olav Kooij                                                                                                | Madis Mihkels |
| Wegrit vrouwen  | Lorena Wiebes                                                                                     | Elisa Balsamo                                                                                             | Daria Pikulik |
| Tijdrit mannen  | Edoardo Affini                                                                                    | Stefan Küng                                                                                               | Mattia Cattaneo |
| Tijdrit vrouwen | Lotte Kopecky                                                                                     | Ellen van Dijk                                                                                            | Christina Schweinberger                                                                                                |
| Beloften        | 1                                                                                                 | 1 | 1 |
| Wegrit mannen   | Huub Artz                                                                                         | Niklas Behrens                                                                                            | Léandre Lozouet |
| Wegrit vrouwen  | Sofie van Rooijen                                                                                 | Scarlett Souren                                                                                           | Eleonora Gasparrini |
| Tijdrit mannen  | Alec Segaert                                                                                      | Jakob Söderqvist                                                                                          | Wessel Mouris |
| Tijdrit vrouwen | Anniina Ahtosalo                                                                                  | Antonia Niedermaier                                                                                       | Marie Schreiber |
| Junioren        | 1                                                                                                 | 1 | 1 |
| Mixed relay     | Nederland Michiel Mouris Joeri Schaper Gijs Schoonvelde Jente Koops Roos Müller Sara Sonnemans    | Duitsland Paul Fietzke Ian Kings Paul-Felix Petry Messane Bräutigam Magdalena Leis Amalie Joelle Messemer | Noorwegen Marius Innhaug Dahl Andreas Flaatten Felix Ørn-Kristoff Kamilla Aasebø Mia Gjertsen Matilde Skjelde          |
| Wegrit mannen   | Felix Ørn-Kristoff                                                                                | Héctor Álvarez                                                                                            | Paul Seixas |
| Wegrit vrouwen  | Puck Langenbarg                                                                                   | Messane Bräutigam                                                                                         | Štěpánka Dubcová |
| Tijdrit mannen  | Michiel Mouris                                                                                    | Jasper Schoofs                                                                                            | Paul Fietzke |
| Tijdrit vrouwen | Paula Ostiz Taco                                                                                  | Fee Knaven                                                                                                | Viktória Chladoňová |

### Medaillespiegel
| #      | Land        | 1  | 1  | 1  | Totaal |
| ------ | ----------- | -- | -- | -- | ------ |
| 1      | Nederland   | 6  | 4  | 1  | 11     |
| 2      | België      | 3  | 1  | 1  | 5      |
| 3      | Italië      | 2  | 1  | 2  | 5      |
| 4      | Spanje      | 1  | 1  | 0  | 2      |
| 5      | Noorwegen   | 1  | 0  | 1  | 2      |
| 6      | Finland     | 1  | 0  | 0  | 1      |
| 7      | Duitsland   | 0  | 5  | 1  | 6      |
| 8      | Zweden      | 0  | 1  | 0  | 1      |
| 8      | Zwitserland | 0  | 1  | 0  | 1      |
| 10     | Frankrijk   | 0  | 0  | 2  | 2      |
| 11     | Estland     | 0  | 0  | 1  | 1      |
| 11     | Luxemburg   | 0  | 0  | 1  | 1      |
| 11     | Oostenrijk  | 0  | 0  | 1  | 1      |
| 11     | Polen       | 0  | 0  | 1  | 1      |
| 11     | Slowakije   | 0  | 0  | 1  | 1      |
| 11     | Tsjechië    | 0  | 0  | 1  | 1      |
| Totaal | Totaal      | 14 | 14 | 14 | 42     |